# Peter Ruckenbauer
Peter Ruckenbauer (* 13. April 1939 in Wiener Neustadt; † 14. April 2019) war ein österreichischer Agrarwissenschaftler auf dem Gebiet der Pflanzenzüchtung.

## Leben
Nach Schule, Landwirtschaftsausbildung und Matura an der HLBLA Wieselburg studierte Ruckenbauer Landwirtschaft an der Hochschule für Bodenkultur in Wien. Nach dem  Studienabschluss als Dipl.-Ing. agr. im Jahre 1965 arbeitete er als wissenschaftlicher Angestellter am Institut für Pflanzenbau und Pflanzenzüchtung an derselben Hochschule und promovierte im Jahre 1967 zum Dr. rer. nat. techn.
Nach Forschungsaufenthalten in Cambridge, USA, Guatemala, Argentinien kehrte er nach Wien zurück und habilitierte sich im Fach Pflanzenzüchtung. 1983 erfolgte die Berufung zum Ordinarius auf den Lehrstuhl für Angewandte Genetik und Pflanzenzüchtung an der Universität Hohenheim, wo er 1987 bis 1989 auch Dekan der Agrarwissenschaftlichen Fakultät war. Nach der Berufung und Rückkehr an die Universität für Bodenkultur Wien auf das Ordinariat für Pflanzenbau und Pflanzenzüchtung 1989 initiierte Ruckenbauer den Universitätsstandort Tulln und leitete das dortige Interuniversitäre Forschungsinstitut für Agrarbiotechnologie (IFA). Von 2001 bis 2004 war er auch Präsident der Europäischen Gesellschaft für Züchtungsforschung (EUCARPIA). Im Jahr 2005 wurde Peter Ruckenbauer emeritiert.

## Mitgliedschaften
- Internationale Gesellschaft für Getreideforschung
- Gregor Mendel Gesellschaft Wien
- Vereinigung Österreichischer Pflanzenzüchter
- EUCARPIA (Europäische Gesellschaft für Züchtungsforschung)

## Werke
- P. Ruckenbauer, H. Grausgruber, W. Palme, J. Vollmann: Plant genetic resources as a base of food for diverse and healthy diets. In: SARC-Research Institute of Plant Production Piest'any, 18th EUCARPIA Genetic Resources Section Meeting, Book of Abstracts, Plant genetic resources and their exploitation in the plant breeding for food and agriculture. 2007, ISBN 978-80-88872-63-4

## Herausgeber
- Czech journal of genetics and plant breeding: seit 1996
- Genetica Polonica: Mitherausgeber seit 1995
- BODENKULTUR: Chefredakteur seit 1992
- PLANT BREEDING: Mitherausgeber (1991–2001)

## Auszeichnungen
- 1975 Tschermak von Seysenegg-Preis, BOKU
- 1995 Anerkennungspreis des Landes Niederösterreich für Wissenschaft
- 1996 Bürgerrecht der Stadt Tulln
- 2001 Gregor Mendel-Medaille der Mendel-Universität für Land- und Forstwirtschaft Brünn
- 2005 Hans-Kudlich-Preis für Verdienste um die Landwirtschaft Österreichs
- 2005 Silbernes Komturkreuz des Ehrenzeichens für Verdienste um das Bundesland Niederösterreich